# 칠레 U-20 축구 국가대표팀
칠레 U-20 축구 국가대표팀(스페인어: selección de fútbol sub-20 de Chile)은 칠레를 대표하는 20세 이하의 축구 국가대표팀으로, 칠레의 축구 관리 기관인 칠레 축구 연맹의 관리를 받는다. FIFA U-20 월드컵에 7번 출전해 2007년에 3위를 차지했으며, CONMEBOL U-20 축구 선수권 대회에 총 30번 출전하여 1975년에 준우승을 기록했다.